# 御岳堂駅 (長野県)
御岳堂駅（みたけどうえき）は、長野県小県郡丸子町（現在の上田市御岳堂）にあった上田丸子電鉄西丸子線の駅（廃駅）である。
当駅は、小県郡依田村（後の丸子町依田）の最大集落、御岳堂にあった。

## 歴史
- 1926年（大正15年）8月12日：上田温泉電軌依田窪線の駅として開業。
- 1939年（昭和14年）8月30日：上田電鉄に社名変更。地方鉄道となり西丸子線と改称。
- 1943年（昭和18年）10月21日：上田電鉄と丸子鉄道が合併して上田丸子電鉄が発足。上田丸子電鉄の西丸子線の駅となる。
- 1961年（昭和36年）6月29日：同月25日の梅雨前線豪雨被害により休止となる。
- 1963年（昭和38年）11月1日：西丸子線廃止にともない廃駅となる。

## 駅構造
駅舎設置・駅員配置の交換駅で、相対式ホーム2面2線を有した。

## 廃止後
駅の廃止後は、バス停留所となっている。
路線の廃止後、駅舎が比較的後年まで残存していたが、丸子町が稲作農業を容易にするために田圃を四角く整理する農地改良事業を行なった結果、二ツ木トンネル～川端駅間の西丸子線の路線跡が一部を除き跡形もなくなった。そのため本駅の遺構は全く確認できない。

## 隣の駅
上田丸子電鉄
西丸子線
依田駅 - 御岳堂駅 - 上組駅